# The Pussycat Dolls
The Pussycat Dolls war ein US-amerikanisches Tanz- und Musik-Ensemble aus Los Angeles, das 1995 unter anderem von Robin Antin und Christina Applegate gegründet wurde. Ab 2003 dienten sie als Marke für ein Musikprojekt, bei dem die Frontsängerin Nicole Scherzinger im Mittelpunkt stand. Im September 2005 brachten sie ihr erstes Album PCD heraus und hatten mit der Singleauskoppelung Don’t Cha ihren größten Hit. Nach diversen weiteren Erfolgen und über 55 Millionen verkaufter Tonträger wurden sie 2010 aufgelöst. Im Jahr 2019 startete die Gruppe eine Reunion, welche allerdings durch die Corona-Pandemie, Vertragsbrüche und die Absage der Reunions-Tournee beeinträchtigt wurde.

## Bandgeschichte

### Tanzrevue
Die Pussycat Dolls wurden 1995 von den Choreographinnen Robin Antin, Carla Kama und der Schauspielerin Christina Applegate gegründet. Die vornehmlich in Unterwäsche oder Pin-up-Kostümen auftretende Tanzgruppe trat seit 1995 regelmäßig in Johnny Depps Viper Room auf. Außerdem gab es seit 2003 eine weitere Revue im Caesars Palace in Las Vegas. Zahlreiche Gaststars traten in ihren Shows auf, darunter P!nk, Christina Aguilera und Gwen Stefani. In der Öffentlichkeit wurde die Revue zeitweise durch Carmen Electra vertreten.
Pussycat Doll Carmit Bachar, die mit Gwen Stefani befreundet war und auch in einigen No-Doubt-Videos als Tänzerin auftrat, machte der Sängerin 2002 den Vorschlag, bei der Tanzrevue als Gast aufzutreten. Gwen Stefani war von der Gruppe begeistert. Sie sah in ihnen das Potenzial als Musik-Act und rief schließlich ihre Plattenfirma Interscope Records an. Folglich stießen dann Interscope-Chef Ron Fair und Musikproduzent Jimmy Iovine auf die Truppe. In Zusammenarbeit mit Gründerin Robin Antin suchten sie jedoch nach weiteren Sängerinnen für die Gruppe. In einem Casting kamen schließlich Nicole Scherzinger, Melody Thornton und Kaya Jones in die Gruppe. Letztere verließ die Gruppe ein Jahr später. Da die Pussycat Dolls nun aus etwa zwölf Mitgliedern bestanden, wurden sie auf sechs gekürzt – Scherzinger, Bachar und Thornton als Hauptsängerinnen sowie Sutta, Roberts und Wyatt als Backgroundsängerinnen.

### Musikkarriere

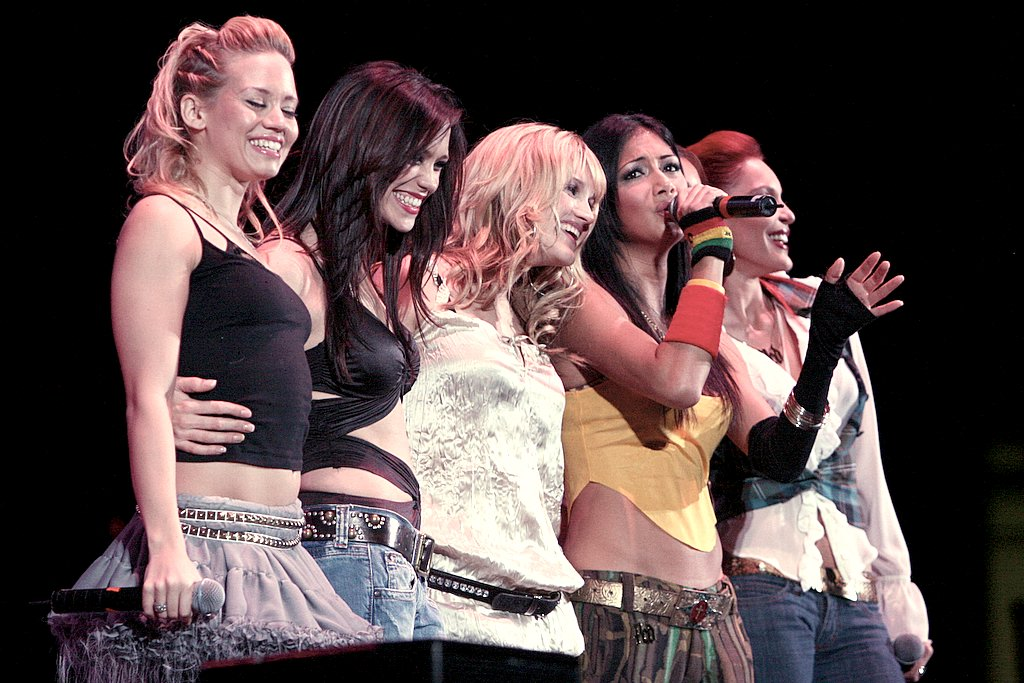
Die Pussycat Dolls beim KISS 106.1 Jingle Bell Bash 8 (2005)

In der 2003 erschienenen Fortsetzung Drei Engel für Charlie – Volle Power hatten die Pussycat Dolls einen kurzen Gastauftritt als „The Treasure Chest Dancers“.
Anfang 2004 machten die neu formierten Pussycat Dolls sowohl mit dem Song We Went As Far As We Felt Like Going aus dem Soundtrack zu Große Haie – Kleine Fische als auch mit dem Cover Sway, dem Titelsong zum Kinoerfolg Darf ich bitten?, auf sich aufmerksam. Anschließend folgte im September 2005 das unter anderem von Timbaland, will.i.am, CeeLo Green und Rich Harrison produzierte Musikalbum PCD. Die vorab veröffentlichte Single Don’t Cha, eine Zusammenarbeit mit Rapper Busta Rhymes, erreichte in Deutschland, der Schweiz und in Großbritannien Platz 1 der Singlecharts und verhalf der Band zum weltweiten Durchbruch. Die Folge-Singles Stickwitu, Beep und Buttons konnten ebenfalls Spitzenplatzierungen verbuchen und hielten sich in Großbritannien und Österreich mitunter mehrere Wochen an der Spitze der nationalen Singlecharts.
Im Herbst 2006 wurde I Don’t Need a Man aus dem Album PCD in Europa veröffentlicht. Parallel dazu wurde Wait a Minute in den USA publiziert. Bei den MTV Video Music Awards 2006 am 31. August 2006 bekamen die Pussycat Dolls den Moonman in der Kategorie Best Dance Video für ihr Musikvideo zu Buttons mit Snoop Dogg.
Im November 2006 führte es die Pussycat Dolls zum ersten Mal auf große Headliner-Tournee durch Deutschland. Zusammen mit Rihanna absolvierten sie die PCD World Tour in teils ausverkauften Hallen Auftritte in München, Frankfurt, Böblingen und in Köln.
Im März 2007 wurde die Single Wait a Minute in Deutschland veröffentlicht. In der US-Fernsehshow Pussycat Dolls Present: The Search for the Next Doll wurde ein siebtes Bandmitglied gecastet. Als Siegerin ging Asia Nitollano hervor, die sich im Finale gegen zwei andere Mitbewerberinnen durchsetzen musste. Angeblich entschied sich Asia dafür, lieber eine Solokarriere zu starten und nicht bei den Pussycat Dolls mitzuwirken.
Anfang März 2008 verließ Carmit Bachar die Band für einen von Interscope gesponserten Development-Deal für ihr Projekt „The Zodiac Show“.

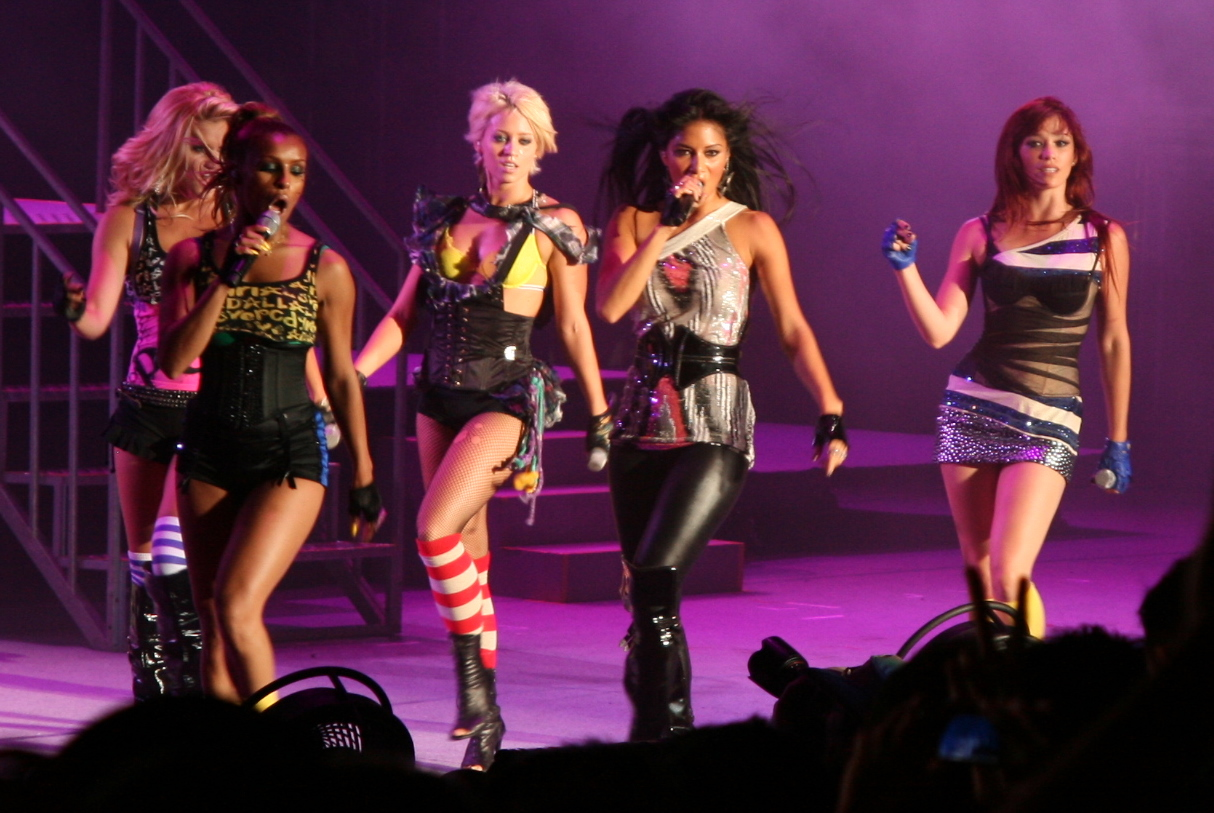
Die Pussycat Dolls während ihrer Doll Domination-Tour (2008)

Das zweite Album der Pussycat Dolls, welches den Namen Doll Domination trägt, erschien am 19. September 2008. Die erste Single daraus, When I Grow Up, wurde am 29. August 2008 veröffentlicht. Am Album haben unter anderem Rodney Jerkins, Polow da Don und Timbaland mitgearbeitet. Es hat sich trotz weltweiter Top-10-Platzierungen mit knapp über 1 Million Exemplaren schlechter verkauft als das Debütalbum PCD.
Im Frühjahr 2009 sang Nicole Scherzinger mit dem indischen Komponisten A. R. Rahman den Song Jai Ho! (You Are My Destiny) für den Film Slumdog Millionär ein. Dieser wurde unter A. R. Rahman & the Pussycat Dolls feat. Nicole Scherzinger als Single veröffentlicht.
Ende 2009 kündigte Gründerin Robin Antin an, dass einige Mitglieder die Pussycat Dolls verlassen werden. Am 28. Januar 2010 bestätigte Jessica Sutta ihren Ausstieg in einem Interview mit E! News und dem Life&Style Magazine. Am 26. Februar 2010 gab auch Kimberly Wyatt ihren Ausstieg bekannt. Einen Tag später teilte Ashley Roberts ebenfalls mit, die Gruppe nun zu verlassen.
Melody Thornton gab vorerst noch kein offizielles Statement über einen möglichen Ausstieg bekannt und erwähnte in einem Interview mit Nicole Scherzinger, dass sie das einzig übriggebliebene Mitglied sei. Später jedoch bestätigte Wyatt Thorntons Ausstieg aus der Gruppe.
Am 5. Dezember 2010 gab Scherzinger in einem Interview bekannt, dass sie sich entschlossen habe die Band zu verlassen, um sich völlig auf ihre Solokarriere zu konzentrieren. Nach dem Ausstieg von Scherzinger gab es zunächst mehrere Umbesetzungen in der Band. Als schließlich Anfang 2013 mit Lauren Bennett, Paula Van Oppen, Simone Battle, Natasha Slayton und Emmalyn Estrada eine endgültige Besetzung gefunden war, gab Robin Antin bekannt, dass diese Besetzung nicht mehr als Pussycat Dolls auftreten würden, sondern als G.R.L. eine neue Girlgroup bilden.

### Seit 2019: Reunion
Seit November 2019 treten die Pussycat Dolls wieder auf, allerdings ohne Melody Thornton. Rund zehn Jahre nach ihrem letzten Auftritt traten die fünf verbleibenden Mitglieder beim englischen X-Factor-Finale auf und stellten den neuen Song React vor, der im Februar 2020 erschienen ist. 2020 sollte die Gruppe auf Tournee gehen, welche jedoch aufgrund der Corona-Pandemie regelmäßig verschoben worden war. Im Januar 2022 wurde die Reunion Tournee gänzlich abgesagt und der derzeitige Status der Gruppe ist unbekannt. Die Bandmitglieder Sutta und Bachar erfuhren von der Absage erst durch Scherzingers öffentlichen Beitrag dazu auf Instagram.
Im September 2021 verklagte die Gründerin der Gruppe Robin Antin Nicole Scherzinger, da Scherzinger sich geweigert hätte, an der Reunion teilzunehmen, wenn sie nicht die endgültige Entscheidungsmacht und eine höhere Gage bekommen würde. Scherzingers Anwalt veröffentlichte eine Gegenaussage, in der er Antin beschuldigte, das Budget der Band verschwendet zu haben, außerdem solle sie finanzielle Entscheidungen im Namen von Scherzinger getroffen habe, ohne ihre Einwilligung.

## Mitglieder

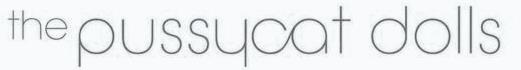
Logo der Pussycat Dolls

### Aktuelle Besetzung
- Carmit Bachar (* 4. September 1974 in Los Angeles, Kalifornien, Vereinigte Staaten) wurde 1992 Fünfte der US-amerikanischen Olympiaausscheidung für Rhythmische Sportgymnastik. Sie tanzte unter anderem für Ricky Martin, Michael Jackson, No Doubt und Beyoncé.

- Ashley Roberts (* 14. September 1981 in Phoenix, Arizona, Vereinigte Staaten) nahm früher Tanzunterricht in Los Angeles und war bereits in zwei kleinen Werbespots zu sehen. Ihr Vater war Schlagzeuger der Band The Mamas and the Papas. Im Internet veröffentlichte sie ihre erste Solosingle Invasion mit Lil Wayne.

- Nicole Scherzinger (* 29. Juni 1978 in Honolulu, Hawaii, Vereinigte Staaten) ist ein Ex-Mitglied der US-Popgruppe Eden’s Crush, die aus der US-amerikanischen Version der Castingshow Popstars hervorging, sich jedoch 2002 nach nur einem Jahr bereits wieder aufgelöst hat. Im Dezember 2010 gab Scherzinger bekannt, als letztes Mitglied der seit 2003 bestehenden Besetzung ebenfalls aus der Band auszusteigen.

- Jessica Sutta (* 15. Mai 1982 in Miami, Florida, Vereinigte Staaten) studierte Tanz an der New World School of Arts. Danach war sie unter anderem Tänzerin für das Basketball-Team Miami Heat.

- Kimberly Wyatt (* 4. Februar 1982 in Warrensburg, Missouri, Vereinigte Staaten) war nach der Highschool Tänzerin auf einem Luxus-Kreuzfahrtschiff. Außerdem arbeitete sie als Choreografin von Nick Lachey.

### Ehemalige Mitglieder
- Melody Thornton (* 28. September 1984 in Phoenix, Arizona, Vereinigte Staaten) nahm 2003 an einem Casting für die Pussycat Dolls teil. Früher jobbte sie als Background-Sängerin.

- Kaya Jones (* 28. August 1984 in Toronto, Kanada als Chrystal Neria) kam zusammen mit Scherzinger und Thornton in die Band und nahm auch schon Songs für das Debütalbum PCD auf, bis sie sich entschied eine Solokarriere zu starten. Im Juli 2009 veröffentlichte sie ihre erste Single Hollywood Doll und war zudem mit zwei Songs auf dem Soundtrack zum siebten Teil von American Pie vertreten.

## Diskografie
Studioalben

| Jahr | Titel Musiklabel                         | Höchstplatzierung, Gesamtwochen, AuszeichnungChartplatzierungen (Jahr, Titel, Musiklabel, Platzierungen, Wochen, Auszeichnungen, Anmerkungen) | Höchstplatzierung, Gesamtwochen, AuszeichnungChartplatzierungen (Jahr, Titel, Musiklabel, Platzierungen, Wochen, Auszeichnungen, Anmerkungen) | Höchstplatzierung, Gesamtwochen, AuszeichnungChartplatzierungen (Jahr, Titel, Musiklabel, Platzierungen, Wochen, Auszeichnungen, Anmerkungen) | Höchstplatzierung, Gesamtwochen, AuszeichnungChartplatzierungen (Jahr, Titel, Musiklabel, Platzierungen, Wochen, Auszeichnungen, Anmerkungen) | Höchstplatzierung, Gesamtwochen, AuszeichnungChartplatzierungen (Jahr, Titel, Musiklabel, Platzierungen, Wochen, Auszeichnungen, Anmerkungen) | Anmerkungen                                                    |
| Jahr | Titel Musiklabel                         | DE | AT | CH | UK | US | Anmerkungen                                                    |
| ---- | ---------------------------------------- | --- | --- | --- | --- | --- | -------------------------------------------------------------- |
| 2005 | PCD A&M Records (UMG)                    | DE6 Platin · (83 Wo.)DE | AT16 Gold · (48 Wo.)AT | CH9 Gold · (75 Wo.)CH | UK7 ×4Vierfachplatin · (73 Wo.)UK | US5 ×2Doppelplatin · (99 Wo.)US | Erstveröffentlichung: 9. September 2005 Verkäufe: + 9.000.000  |
| 2008 | Doll Domination Interscope Records (UMG) | DE10 Gold · (27 Wo.)DE | AT16 (21 Wo.)AT | CH7 Gold · (25 Wo.)CH | UK4 Platin · (23 Wo.)UK | US4 (32 Wo.)US | Erstveröffentlichung: 19. September 2008 Verkäufe: + 5.000.000 |

## Auszeichnungen
- Billboard Music Awards in den Kategorien „Top-selling R&B/Hip-Hop Single of the Year“, „Top Dance/Club Play Single of the Year“, „Hot R&B/Hip-Hop Songs Sales“ (2005)
- inMusic Awards in den Kategorien „Sexiest Video“, „Best Album Award“ (2008)
- MTV Video Music Award in den Kategorien „Best Dance Video“ (2006), „Best Dancing in a Video“ (2008)
- TMF Awards in den Kategorien „Best Album International“, „Best New International Artist“ (2006)
- Goldene Kamera in der Kategorie „Pop International“ (2006)
- Silberner Bravo Otto in der Kategorie „Beste Band Pop“ (2006)
- Bronzener Bravo Otto in der Kategorie „Beste Band Pop“ (2007)